# Acadêmicos da Asa Norte
A Associação Recreativa e Cultural Acadêmicos da Asa Norte é uma escola de samba brasileira, sediada em Brasília, no Distrito Federal. A escola foi campeã do Jubileu de Prata do Carnaval de Brasília em 1985. A sede da agremiação está situada no Setor de Clubes Norte, Trecho 3, Lote 9 -  ao lado do Minas Tênis Clube, às margens do Lago Paranoá, com uma área aproximada de 4.000 m2.
É na sede que são realizados os ensaios, festas e eventos, atendendo as regiões de Brasília, Sobradinho, Varjão, Paranoá e outras comunidades que a apoiam.

## História

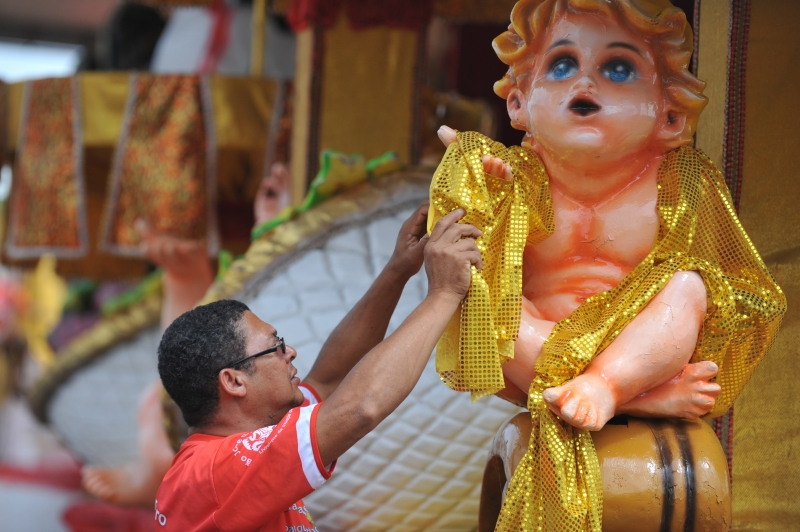
Barracão da escola

A história da agremiação se confunde com a do próprio Carnaval de Brasília. A escola é uma das mais tradicionais do Distrito Federal, tendo como ápice de suas conquistas as décadas de 70 e 80.
A Acadêmicos da Asa Norte foi fundada em 1969, com o nome de Grêmio Recreativo Escola de Samba Acadêmicos da Asa Norte, na forma jurídica de sociedade civil, com tempo de duração indeterminado, na categoria de bloco carnavalesco, com sede e foro no Distrito Federal, com finalidade de proporcionar recreação aos seus associados e participar das festividades carnavalescas, excluída a possibilidade de quaisquer lucros materiais para os sócios.
Foi seu primeiro presidente o sócio-fundador Anadyr Rodrigues do Santos, no período de 1969 a 1973. Em 14 de janeiro de 1973, o Acadêmicos da Asa Norte passou à categoria escola de samba, após ser campeã por três anos consecutivos na categoria de blocos, assumindo a presidência Jonas Araújo Pereira.
Em 2010, contando com pessoal do carnaval do Rio e São Paulo, conseguiu retornar para a elite do carnaval de Brasília, com enredo sobre a escritora Raquel de Queiroz. No ano seguinte, obteve o terceiro lugar, homenageando o cinquentenário do Sindicado dos Bancários de Brasília.
Para 2012, a entidade apresentou enredo sobre a Universidade de Brasília, sagrando-se campeã do Carnaval Distrital.
Em 2013, trouxe carnavalesco e intérprete do Rio de Janeiro: Marcus Ferreira e Marquinhos do Banjo, sagrando-se bicampeã com o enredo "Asa Norte carinhosamente apresenta: um chorinho bem brasileirinho". A agremiação entrou na avenida com três carros, 12 alas, 950 participantes.

## Segmentos

### Presidentes
| Nome                 | Mandato        | Ref. |
| -------------------- | -------------- | ---- |
| Mestre Robson Farias | ? - atualidade |      |

### Diretores
| 2013 | Wallace Palhares | Wallace Palhares |  | [ 3 ] |  |  |  |  |
| 2014 | Wallace Palhares | Wallace Palhares |  | 2015  |  |  |  |  |

### Coreógrafo
| Ano  | Nome           | Ref. |
| ---- | -------------- | ---- |
| 2014 | Daniela Amorim |      |
| 2015 |                |      |

### Corte de bateria
| Ano  | Rainha       | Madrinha | Ref. |
| ---- | ------------ | -------- | ---- |
| 2014 | Karen Castro |          |      |
| 2015 |              |          |      |

## Carnavais
| Ano  | Colocação     | Grupo    | Enredo                                                                               | Carnavalesco     | Ref.  |
| ---- | ------------- | -------- | ------------------------------------------------------------------------------------ | ---------------- | ----- |
| 2010 | Campeã        | Acesso I |                                                                                      | Pedro Marques    | [ 4 ] |
| 2011 | 3º lugar      | Especial | Nas Bodas de Ouro do seu Sindicato, os Grandes Homenageados são os Bancários         | Pedro Marques    | [ 2 ] |
| 2012 | Campeã        | Especial | Universidade de Brasília 50 Anos: Transformando Saber em Ouro                        | Augusto Magno    | [ 2 ] |
| 2013 | Campeã        | Especial | Acadêmicos da Asa Norte apresenta: Um chorinho bem brasileirinho Marquinhos do Banjo | Marcus Ferreira  | [ 3 ] |
| 2014 | Campeã        | Especial | Asa Norte traz da Bahia a Tenda dos Milagres                                         | Jack Vasconcelos | [ 5 ] |
| 2015 | Hors concours | Especial | De bar em bar, De festa em festa vou cervejear, num gole faço um carnaval            | Jack Vasconcelos |       |
| 2023 | Campeã        | Especial | “Mulheres Pretas do Brasil”                                                          |                  |       |

- Commons